# Guerra Han-Xiongnu
La Guerra Han-Xiongnu és el nom donat a una sèrie batalles entre la Dinastia Han i les tribus de Xiongnu entre el 133 aEC i 89 EC. La naturalesa d'aquestes batalles va variar amb el temps entre la conquesta i la possessió dels Han de ciutats estats en l'Àsia central tan llunyans de Chang'an com Fergana, que els va assegurar magnífics cavalls. La guerra va culminar amb Geng Kui conduint els xiongnu del nord tot el camí fins a la Jungària.
L'exèrcit Han va perdre la majoria dels seus cavalls en la campanya de Mobei i va haver d'elevar la càrrega dels camperols mitjans, i la població de l'Imperi Han es va reduir significativament com a resultat de la fam i la tributació excessiva per finançar les mobilitzacions militars. Els xiongnu, van patir les baixes de guerra i les malalties, i milions de caps de bestiar, el seu recurs vital d'aliments, i la pèrdua de control sobre les praderies fèrtils del sud els va empènyer a la terra freda i àrida al nord del desert de Gobi i Sibèria, provocant una treva entre la dinastia Han i Xiongnu de set anys, que va acabar després d'una incursió xiongnu en 112 BC a Wuyuan. Els xiongnu mai van recuperar la força dels dies de glòria, i es van trencar en clans més petits.
Xinjiang era territori controlat pels Xiongnu, i la seva derrota en 119 aC a la batalla de Mobei va obrir les portes a l'ocupació de la Dinastia Han d'aquest territori.
A la batalla de Zhizhi en el 36 aC entre els presoners hi havia uns centenars de mercenaris que, per les seves tàctiques militars, alguns historiadors els han identificat amb membres de la Legió perduda de la República Romana a la batalla de Carrhae.